# Lampman (Saskatchewan)
Lampman ist eine Town im kanadischen Bundesstaat Saskatchewan mit 673 Einwohnern bei der Volkszählung 2021 (2016: 675 Einwohner) und einer Landfläche von 2,13 km². Der Ort wurde nach dem kanadischen Dichter Archibald Lampman benannt. Die Ortschaft liegt etwa 50 Kilometer nordöstlich von Estevan und rund 20 Kilometer nördlich der Grenze zu den Vereinigten Staaten. Im Ort kreuzen sich der Highway 361 (Ost-West) und der Highway 605 (Nord-Süd). Eine Strecke der Canadian Pacific Railroad führt durch den Ort und wird für Frachtzüge, insbesondere für den Getreidetransport, genutzt. Der Ort ist in erster Linie landwirtschaftlich geprägt.
Die Region wurde etwa ab 1890 durch britische und schottische Siedler erschlossen; ab circa 1900 ließen sich hier vermehrt deutschsprachige Auswanderer, die über den Hafen Halifax nach Kanada immigrierten, nieder. Es entstanden mehrere Siedlungen, darunter auch Lampman, an der im Bau befindlichen Strecke der Canadian Pacific Railroad, die in den 1890er Jahren diese Gegend erreichte und stetig in Richtung Westen erweitert wurde. Am 13. September 1910 wurde Lampman als Village zu einer Verwaltungseinheit erhoben. 1913 kreuzt eine weitere Bahnlinie den Ort und verband Regina, die Hauptstadt der Provinz, mit Northgate an der Grenze zu den Vereinigten Staaten.
Mit der Erschließung der Erdöl- und Erdgasfelder in der weiten Umgebung entwickelte sich Lampman zu einem der Zentren für die Zulieferfirmen der Fördergesellschaften und zu einer der Schlafstädte für die ab 1957 erbaute und ab 1958 in Betrieb befindliche Erdgas-Aufbereitungsanlage im nahen Weiler Steelman (Damals "Steelman Gas Co. Ltd", inzwischen Teil der "BP Canada Energy Company"). Dies führte wiederum zu einem Anstieg der Bevölkerungszahlen mit der Spitze von 830 Personen zum Census von 1971. Am 1. Juni 1963 wurde Lampman zur Town mit eigenständiger Verwaltung erklärt.
Für statistische Auswertungen ist Lampman der Saskatchewan Census Division No. 1 zugeordnet.